# Stigmella crenulatae
Stigmella crenulatae là một loài bướm đêm thuộc họ Nepticulidae. Loài này có ở quần đảo Canaria và bán đảo Iberia.
Ấu trùng ăn Rhamnus crenulata và Rhamnus lycioides. Chúng ăn lá nơi chúng làm tổ. 